# Leucania flavipunctum
Leucania flavipunctum är en fjärilsart som beskrevs av Tutt 1891. Leucania flavipunctum ingår i släktet Leucania och familjen nattflyn. Inga underarter finns listade i Catalogue of Life.